# Sevenoaks (district)
Sevenoaks is een district in Engeland. Het ligt net ten westen van Londen in het shire-graafschap (non-metropolitan county OF county) Kent. Er liggen hoge heuvels.

## Civil parishesin district Sevenoaks
Ash-cum-Ridley, Brasted, Chevening, Chiddingstone, Cowden, Crockenhill, Dunton Green, Edenbridge, Eynsford, Farningham, Fawkham, Halstead, Hartley, Hever, Hextable, Horton Kirby and South Darenth, Kemsing, Knockholt, Leigh, Otford, Penshurst, Riverhead, Seal, Sevenoaks, Sevenoaks Weald, Shoreham, Sundridge with Ide Hill, Swanley, West Kingsdown, Westerham.